# Academia Alagoana de Letras
A Academia Alagoana de Letras (com sigla A.A.L.) é a entidade literária máxima do estado brasileiro de Alagoas, fundada a 1º de novembro de 1919.

## História
A ideia de criação de uma academia alagoana de letras foi de Moreno Sampaio, historiador, em 1910.
Começou a tomar corpo em 1919, com o incentivo de Jayme de Altavila.
A Assembleia de fundação, em 1 de novembro de 1919, recebeu assinatura de 34 fundadores, dos quais, 21 participaram ativamente e 13 foram representados.
Seu primeiro presidente foi o Dr. Moreira e Silva. O atual presidente é o engenheiro Alberto Rostand Lanverly.
Seus patronos foram escolhidos entre alagoanos ilustres e já falecidos.
Nos seus primeiros 50 anos, a Academia funcionou em espaços cedidos por outras instituições.
Sua sede definitiva denomina-se Casa Jorge de Lima. É um importante monumento histórico de Maceió. 
| Cadeira | Patrono                                                     | Fundador                             | Acadêmico(s) anterior(es)                       | Acadêmico atual                |
| 1       | Adriano Jorge                                               | Demócrito Brandão Gracindo           |                                                 |                                |
| 2       | Pedro Paulino da Fonseca                                    | Leonino Corrêa                       |                                                 |                                |
| 3       | Ambrósio Lyra                                               | Lima Júnior                          |                                                 |                                |
| 4       | Torquato Cabral                                             | Jaime de Altavila                    |                                                 | Arnaldo Paiva Filho            |
| 5       | José Alexandre Passos                                       | Auryno Maciel                        |                                                 |                                |
| 6       | Ciridião Durval                                             | Fernandes Lima                       |                                                 |                                |
| 7       | Domingos Fulgino                                            | padre Júlio de Albuquerque           |                                                 |                                |
| 8       | Fausto de Barros                                            | Tito de Barros                       |                                                 |                                |
| 9       | Tavares Bastos                                              | Orlando Araújo                       |                                                 |                                |
| 10      | Moreira e Silva                                             | Carlos de Gusmão                     |                                                 | Juarez Miguel Silva Santos     |
| 11      | Tomaz Espíndola                                             | Diegues Júnior                       |                                                 |                                |
| 12      | José Duarte                                                 | Carlos Garrido                       |                                                 |                                |
| 13      | Alves de Amorim                                             | Cruz Oliveira                        |                                                 |                                |
| 14      | Joaquim Cavalcanti                                          | Virgílio Guedes                      |                                                 |                                |
| 15      | Sabino Romariz                                              | Cypriano Jucá                        |                                                 |                                |
| 16      | Guimarães Passos                                            | Gilberto Andrade                     |                                                 | José Geraldo Wanderley Marques |
| 17      | Corrêa de Oliveira                                          | Povina Cavalcanti                    |                                                 |                                |
| 18      | Manuel Joaquim Fernandes de Barros                          | Costa Leite                          |                                                 |                                |
| 19      | Cônego João Machado de Melo                                 | Guedes de Miranda                    | Ledo Ivo                                        | José Humberto Belmiro Chavez   |
| 20      | Augusto de Oliveira                                         | Cassiano de Albuquerque              | Ib Gatto Falcão                                 | Fernando Collor de Melo        |
| 21      | João Severiano da Fonseca                                   | Teótimo Ribeiro                      |                                                 |                                |
| 22      | Rosalvo Ribeiro                                             | Jorge de Lima                        |                                                 |                                |
| 23      | João Lins Vieira Cansanção de Sinimbu (Visconde de Sinimbu) | Américo Mello                        |                                                 |                                |
| 24      | Alves de Farias                                             | Moreno Brandão                       | Francisco Valois                                | Carlito Lima                   |
| 25      | Sebastião de Abreu                                          | Manoel Rodrigues de Melo             |                                                 |                                |
| 26      | Mello Moraes                                                | Joaquim Diegues                      |                                                 |                                |
| 27      | Oliveira e Silva                                            | Luiz Acioly                          |                                                 |                                |
| 28      | Franco Jatubá                                               | Agripino Ether                       |                                                 |                                |
| 29      | Aristheu de Andrade                                         |                                      |                                                 | Jorge Sarmento Lins Júnior     |
| 30      | Ignácio de Barros Accioly                                   | Arthur Accioly                       |                                                 |                                |
| 31      | Ladislau Netto                                              | Hermann Byron de Araújo Soares       |                                                 |                                |
| 32      | Dias Cabral                                                 |                                      | Cláudio Antonio Jucá Santos                     | Petrúcia Camelo                |
| 33      | Olympio Galvão                                              | Barreto Cardoso                      |                                                 |                                |
| 34      | Francisco Inácio de Carvalho Moreira (Barão de Penedo)      | Teodoro Palmeira                     |                                                 |                                |
| 35      | Calheiros da Graça                                          | Fernando Mendes de Oliveira Mendonça |                                                 |                                |
| 36      | Arruda Câmara                                               | Ranulpho Goulart                     |                                                 |                                |
| 37      | Mesquita Neves                                              | Paulino Santiago                     |                                                 |                                |
| 38      | Messias de Gusmão                                           | Luiz Joaquim da Costa Leite          |                                                 |                                |
| 39      | Affonso de Mendonça                                         | José Avelino da Silva                |                                                 |                                |
| 40      | Zadir Índio de Santa Cruz                                   | José da Silva Camerino               | Otávio Gomes ►Gilberto de Macedo ►José Medeiros | Jorge Luiz Soares Melo         |

Possui, como a Academia Brasileira de Letras, 40 Cadeiras numeradas, cada uma delas homenageando um alagoano ilustre (vivo ou falecido)
Dentre seus membros mais famosos tem-se o Imortal da Academia Brasileira, Lêdo Ivo, o lexicógrafo Aurélio Buarque de Hollanda Ferreira, o ex-presidente do Brasil Fernando Collor de Mello e o presidente da Fundação Casa do Penedo Francisco Alberto Sales.

## Presidentes
Os primeiros presidentes foram:
1. Manoel Moreira e Silva (1919-20)
2. Demócrito Brandão Gracindo (1920-27)
3. Antônio Guedes de Miranda (1927-31)
4. Domingos Paes Barreto Cardoso (1931-36)
5. Jayme de Altavila (1936-37)
6. Augusto Galvão (1937-46)
7. Orlando Araújo (1946-53)
8. Augusto Galvão (1953-58)
9. Antônio Saturnino de Mendonça Júnior (1958-61)
10. Jayme de Altavila (1961-64)
11. José Maria de Melo (1964-83)
12. Carlos Moliterno (1983-98)
13. Ib Gatto Falcão (1998-2008)[15]
14. Dom Fernando Iório (2008-2010)
15. Silvio Von Sohsten Gama (2010-10)[nota 8]
16. Carlos Barros Méro (2010-17)
17. Alberto Rostand Fernandes Lanverley de Mello (2017 - )